# Landrethun-le-Nord
Landrethun-le-Nord (ndl.: Landerten) ist eine französische Gemeinde mit 1.242 Einwohnern (Stand 1. Januar 2022) im Département Pas-de-Calais in der Region Hauts-de-France. Sie gehört zum Arrondissement Boulogne-sur-Mer und zum Gemeindeverband Terre des Deux Caps.

## Lage
Die Gemeinde Landrethun-le-Nord liegt im Regionalen Naturpark Caps et Marais d’Opale, zwölf Kilometer südsüdwestlich von Calais und 14 Kilometer östlich des Cap Gris Nez. Nachbargemeinden von Landrethun-le-Nord sind Pihen-lès-Guînes im Norden, Caffiers im Osten, Ferques im Süden, Leubringhen im Westen sowie Saint-Inglevert im Nordwesten.

## Geschichte
Westlich des Ortes wurde 1943 im Zweiten Weltkrieg von der deutschen Besatzungsmacht mit zahllosen Zwangsarbeitern eine unterirdische Abschussanlage für V3-Granaten, die Abschussbasis Mimoyecques, errichtet.

### Bevölkerungsentwicklung
| Jahr                       | 1962 | 1968 | 1975 | 1982 | 1990 | 1999 | 2006 | 2015 | 2022 |
| -------------------------- | ---- | ---- | ---- | ---- | ---- | ---- | ---- | ---- | ---- |
| Einwohner                  | 539  | 625  | 744  | 707  | 853  | 906  | 1121 | 1307 | 1242 |
| Quellen: Cassini und INSEE |      |      |      |      |      |      |      |      |      |

## Sehenswürdigkeiten

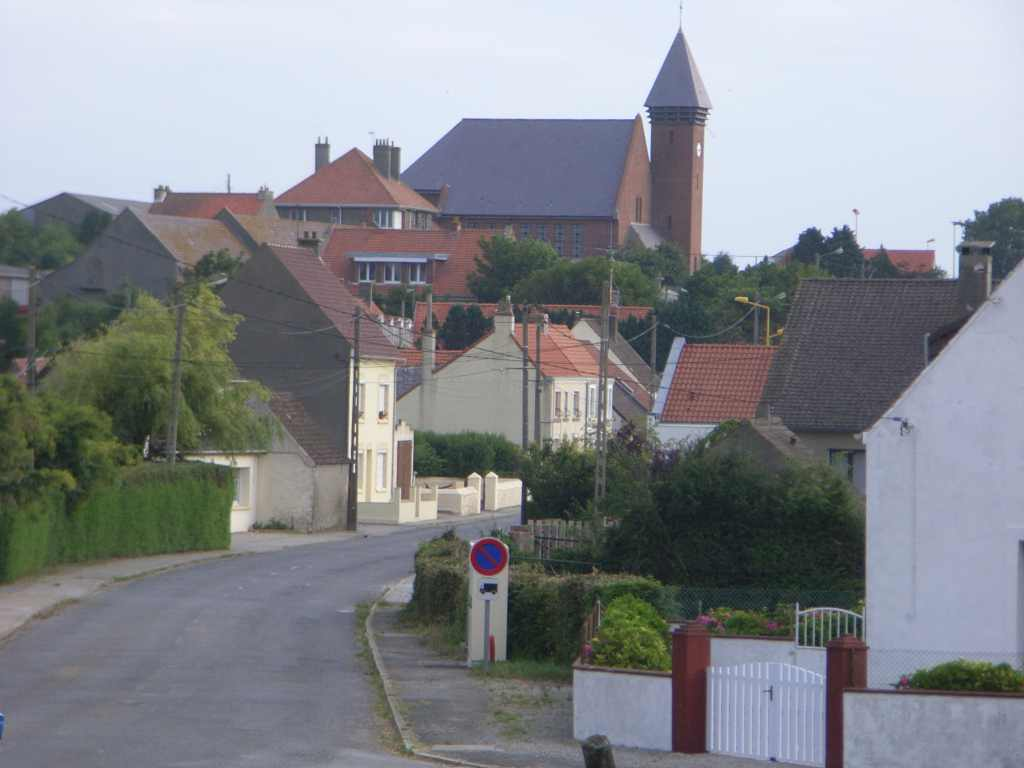
Kirche Saint-Martin
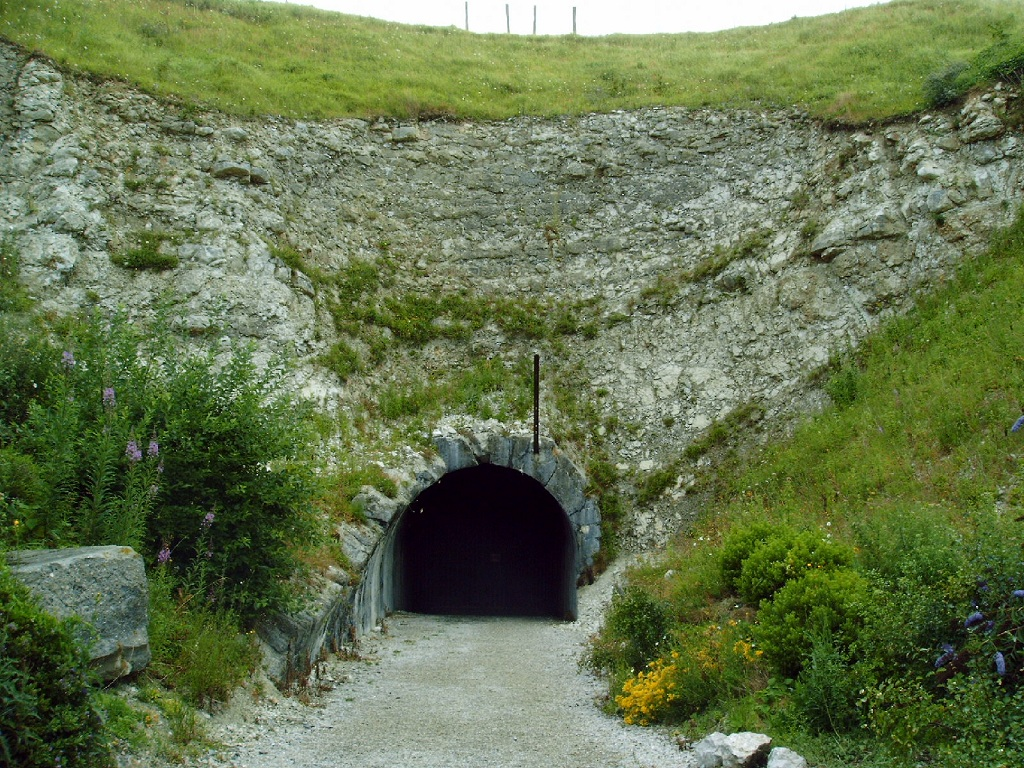
Wasserturm

- Kirche Saint-Martin
- Eingang zur ehemaligen Abschussanlage für V3-Granaten

## Belege
1. ↑  Jozef Van Overstraeten: De Nederlanden in Frankrijk: Beknopte encyclopedie, Vlaamse Toeristenbond, 1969.